# Station Winiary Fabryka
Station Winiary Fabryka is een spoorwegstation in de Poolse plaats Winiary.